# 3478 Fanale
3478 Fanale eller 1979 XG är en asteroid i huvudbältet som upptäcktes den 14 december 1979 av den amerikanske astronomen Edward L.G. Bowell vid Anderson Mesa Station. Den är uppkallad efter Fraser Fanale.
Asteroiden har en diameter på ungefär 6 kilometer.